# Ordre de bataille unioniste de Boydton Plank Road
Les unités et commandant suivants de l'armée de l'Union ont combattu lors de la bataille de Boydton Plank Road (les 27 et 28 octobre 1864), de la guerre de Sécession. L'ordre de bataille est compilé à partir des décomptes des victimes. L'ordre de bataille confédéré est indiqué séparément.

## Abréviations utilisées

### Grade militaire
- Major général
- Brigadier général
- Colonel
- Lieutenant colonel
- Commandant
- Capitaine
- Premier lieutenant

### Autre
- (b) = blessé
- mb = mortellement blessé
- † = tué
- (PDG) = capturé

## Armée du Potomac

### IIe corps
Major général Winfield S. Hancock,
| Division                                           | Brigade                                                  | Régiments et autres |
| -------------------------------------------------- | -------------------------------------------------------- | --- |
| Deuxième division Brigadier général Thomas W. Egan | Première brigade Lieutenant colonel Horace P. Rugg       | - 19th Maine - 19th Massachusetts - 20th Massachusetts - 1st Company Massachusetts Sharpshooters - 7th Michigan - 1st Minnesota Battalion (2 compagnies) - 59th New York - 152nd New York - 184th Pennsylvania - 36th Wisconsin |
| Deuxième division Brigadier général Thomas W. Egan | Deuxième brigade Colonel James M. Willett                | - 8th New York Heavy Artillery - 155th New York - 164th New York - 170th New York - 182nd New York |
| Deuxième division Brigadier général Thomas W. Egan | Troisième brigade Brigadier général Thomas A. Smyth      | - 14th Connecticut - 1st Delaware - 12th New Jersey - 10th New York (6 compagnies) - 108th New York - 4th Ohio (4 compagnies) - 69th Pennsylvania - 106th Pennsylvania (3 compagnies) - 7th West Virginia (5 companies)         |
| Deuxième division Brigadier général Thomas W. Egan | Artillerie                                               | - 5th United States, batterie C and batterie I |
| Deuxième division Brigadier général Thomas W. Egan | Garde de la prévôté Capitaine Mahlon Black               | - 2nd Company Minnesota Sharpshooters |
| Troisième division Bvt Major général Gershom Mott  | Première brigade Brigadier général P. Regis de Trobriand | - 20th Indiana - 1st Maine Heavy Artillery - 17th Maine - 40th New York - 73rd New York - 86th New York - 124th New York - 99th Pennsylvania - 110th Pennsylvania - 2nd United States Sharpshooters                             |
| Troisième division Bvt Major général Gershom Mott  | Deuxième brigade Brigadier général Byron R. Pierce       | - 1st Massachusetts Heavy Artillery - 5th Michigan - 93rd New York - 57th Pennsylvania - 84th Pennsylvania - 105th Pennsylvania - 141st Pennsylvania - 1st United States Sharpshooters (3 compagnies)                           |
| Troisième division Bvt Major général Gershom Mott  | Troisième brigade Colonel Robert McAllister              | - 11th Massachusetts (7 compagnies) - 5th New Jersey (5 compagnies) - 7th New Jersey (4 compagnies) - 8th New Jersey - 11th New Jersey - 72nd New York (1 compagnie) - 120th New York                                           |
| Troisième division Bvt Major général Gershom Mott  | Artillerie                                               | - Massachusetts Light, 10th Battery: Premier lieutenant Henry H. Granger (mb) - 4th United States, Battery K |

### Ve corps
Major général Gouverneur K. Warren
Escorte :  Capitaine Napoleon J. Horrell
- 4th Pennsylvania Cavalry (détachement)

Garde de la prévôté :  Capitaine Paul A. Oliver
- 5th New York Battalion

Train d'ambulance :  Capitaine William F. Drum
| Division                                                | Brigade                                                | Régiments et autres |
| ------------------------------------------------------- | ------------------------------------------------------ | --- |
| Première division Brigadier général Charles Griffin     | Première brigade Colonel Horatio G. Sickel             | - 185th New York - 198th Pennsylvania |
| Première division Brigadier général Charles Griffin     | Deuxième brigade Colonel Edgar M. Gregory              | - 187th New York (6 compagnies) - 188th New York - 91st Pennsylvania - 155th Pennsylvania |
| Première division Brigadier général Charles Griffin     | Troisième brigade Brigadier général Joseph J. Bartlett | - 20th Maine - 32nd Massachusetts - 1st Michigan - 16th Michigan - 83rd Pennsylvania (6 compagnies) - 118th Pennsylvania                                                                          |
| Deuxième division Brigadier général Romeyn B. Ayres     | Première brigade Colonel Frederick Winthrop            | - 5th New York - 15th New York Heavy Artillery - 140th New York - 146th New York : Maj James G. Grindlay - 8th United States - 11th United States - 12th United States - 14th United States       |
| Deuxième division Brigadier général Romeyn B. Ayres     | Deuxième brigade Colonel Andrew W. Denison             | - 1st Maryland - 4th Maryland - 7th Maryland - 8th Maryland |
| Deuxième division Brigadier général Romeyn B. Ayres     | Troisième brigade Colonel Arthur H. Grimshaw           | - 3rd Delaware - 4th Delaware - 157th Pennsylvania (4 compagnies) - 190th Pennsylvania - 191st Pennsylvania - 210th Pennsylvania                                                                  |
| Deuxième division Brigadier général Romeyn B. Ayres     | Garde de la prévôté Capitaine Joshua S. Fletcher, Jr.  | - 2nd United States, Company C |
| Troisième division Brigadier général Samuel W. Crawford | Première brigade Brigadier général Edward S. Bragg     | - 24th Michigan - 1st Battalion New York Sharpshooters - 143rd Pennsylvania - 149th Pennsylvania - 150th Pennsylvania - 6th Wisconsin - 7th Wisconsin - Bataillon indépendant (Wisconsin)         |
| Troisième division Brigadier général Samuel W. Crawford | Troisième brigade Colonel J. William Hofmann           | - 76th New York (6 compagnies) - 95th New York - 147th New York : Lieutenant colonel George Harney (PDG), Commandant John McKinlock - 56th Pennsylvania - 121st Pennsylvania - 142nd Pennsylvania |
|                                                         | Brigade d'artillerie Colonel Charles S. Wainwright     | - Massachusetts Light, 5th Battery (E) - Massachusetts Light, 9th Battery - 1st New York Light, Battery B - 1st New York Light, Battery H - 4th United States, Battery B                          |

### IXe corps
Major général John G. Parke
Escorte :  Premier lieutenant William W. Neiterfield
- 2nd Pennsylvania Cavalry, compagnies C et H

Garde de la prévôté :  Capitaine Andrew D. Baird
- 79th New York

| Division                                               | Brigade                                                       | Régiments et autres |
| ------------------------------------------------------ | ------------------------------------------------------------- | --- |
| Première division Brigadier général Orlando B. Willcox | Première brigade Brigadier général John F. Hartranft          | - 8th Michigan - 27th Michigan - 109th New York - 13th Ohio Cavalry (démonté) - 51st Pennsylvania - 37th Wisconsin - 38th Wisconsin                                                                                |
| Première division Brigadier général Orlando B. Willcox | Deuxième brigade Colonel Byron M. Cutcheon                    | - 1st Michigan Sharpshooters - 2nd Michigan - 20th Michigan - 46th New York - 60th Ohio - 50th Pennsylvania |
| Première division Brigadier général Orlando B. Willcox | Troisième brigade Colonel Napoleon B. McLaughlen              | - 3rd Maryland (4 compagnies) - 29th Massachusetts - 57th Massachusetts - 59th Massachusetts - 14th New York Heavy Artillery - 100th Pennsylvania                                                                  |
| Première division Brigadier général Orlando B. Willcox | Agissant en tant qu'ingénieurs Colonel Constant Luce          | - 17th Michigan |
| Deuxième division Brigadier général Robert B. Potter   | Première brigade Colonel John I. Curtin                       | - 21st Massachusetts (3 compagnies) - 35th Massachusetts - 36th Massachusetts - 58th Massachusetts - 39th New Jersey - 51st New York - 45th Pennsylvania - 48th Pennsylvania - 4th Rhode Island - 7th Rhode Island |
| Deuxième division Brigadier général Robert B. Potter   | Deuxième brigade Brigadier général Simon G. Griffin           | - 31st Maine - 32nd Maine - 56th Massachusetts - 6th New Hampshire - 9th New Hampshire - 11th New Hampshire - 2nd New York Mounted Rifles (démonté) - 179th New York - 186th New York - 17th Vermont               |
| Troisième division Brigadier général Edward Ferrero    | Première brigade Lieutenant colonel Ozora P. Stearns          | - 27th United States Colored Troops - 30th United States Colored Troops - 39th United States Colored Troops - 43rd United States Colored Troops                                                                    |
| Troisième division Brigadier général Edward Ferrero    | Troisième brigade Colonel Henry G. Thomas                     | - 19th United States Colored Troops - 23rd United States Colored Troops - 28th United States Colored Troops - 29th United States Colored Troops - 31st United States Colored Troops                                |
| Brigade d'artillerie Colonel John C. Tidball           | - New York Light, 19th Battery - New York Light, 34th Battery | |

### Corps de cavalerie
| Division                                           | Brigade                                            | Régiments et autres |
| -------------------------------------------------- | -------------------------------------------------- | --- |
| Deuxième division Brigadier général David M. Gregg | Première brigade Brigadier général Henry E. Davies | - 1st Massachusetts Cavalry - 1st New Jersey Cavalry - 10th New York Cavalry - 24th New York Cavalry - 1st Pennsylvania Cavalry (4 companies) - 2nd United States Artillery, Battery A    |
| Deuxième division Brigadier général David M. Gregg | Deuxième brigade Colonel Michael Kerwin            | - 2nd Pennsylvania Cavalry - 4th Pennsylvania Cavalry - 8th Pennsylvania Cavalry - 13th Pennsylvania Cavalry - 16th Pennsylvania Cavalry - 1st United States Artillery, Batteries H and I |
| Deuxième division Brigadier général David M. Gregg | Troisième brigade Colonel Charles H. Smith         | - 1st Maine Cavalry - 6th Ohio Cavalry - 21st Pennsylvania Cavalry |